# 相米慎二
相米慎二（日语：／ Sōmai Shinji，1948年1月13日—2001年9月9日）是一位日本電影導演。

## 生平
1948年1月13日，相米慎二出生於盛岡市。6歲時因父親工作調動移居北海道標茶町。1958年，父親去世。 此後，他在北海道內多次搬家，小學五年級時搬到了札幌市，初中三年級時搬到了釧路市。他於北海道釧路江南高中畢業，進入中央大學文學院。
大學期間，相米慎二加入日本革命共產同盟（第四國際日本支部），參加三里塚鬥爭。根據大學時代的一位朋友說法，相米慎二從高中時代起就是一名真正的托洛斯基主義者。 三里塚鬥爭期間，他指揮了當地的鬥爭指揮部，相米慎二離開後，他的繼任者犯下了強姦事件。然而，相米慎二本人在角川連載的一篇文章中寫道，他並沒有參與學生運動。
1972年，在長谷川和彥的建議下，相米慎二從中央大學退學，加入日活電影製片廠擔任簽約副導演。主要擔任長谷川和彥、曾根中生、寺山修司領導下的《羅曼色情》的副導演。在擔任副導演期間，他也曾使用過「杉田二郎」這個筆名。1976年，相米慎二成為自由工作者。
1980年，相米慎二以藥師丸博子主演的《飛天情侶》首次擔任電影導演。隔年1981年，他憑藉《水手服與機關槍》獲得了商業上的成功。1982年6月，由長谷川和彥、根岸吉太郎等9名年輕導演成立了企劃製作公司「導演公司」（Direcan）。1983年，出版了吉村昭的原創作品《魚影の群れ》。1985年的《颱風俱樂部》獲得第一屆東京國際影展大獎，並在《電影旬報》的“歷史最佳100部”日本電影版（1999年版）中排名第55位。同年，他執導了齊藤由貴的電影處女作《由紀之碎片：激情》。此外，同年的浪漫色情作品《愛情酒店》評價褒貶不一。
1993年，他因《搬家》獲得藝術選奨文部科學大臣獎，該片在第46屆坎城影展一種注目單元首映。隔年1994年，他發行了最初由湯本香樹實創作的《夏日庭園》。1998年，《啊，春天》入選電影旬報1999年十大電影第一名，並榮獲第49屆柏林影展國際影評人聯合會獎。 2001年，推出由小泉今日子主演的《風花》。 
另一方面，自1985年起，他執導了許多廣告片，並於1991年和1993年負責導演了三枝成彰的歌劇《千迴憶的故事》。
2001年10月，他計畫首次登台演出《Defiled》，並計劃於2002年開始將淺田次郎的作品《壬生義士傳》改編成電影，這是他的第一部歷史劇作品。然而，2001年6月，相米慎二由於身體狀況不佳，在醫院接受檢查，被診斷出患有肺癌。同年8月中旬開始接受治療，9月5日，他的病情突然惡化。9月9日16時10分，相米慎二在神奈川縣伊勢原市一家醫院過世。 
他的最後一部作品是2001年一月發行的《風花》。他的葬禮於9月14日在築地本願寺舉行。

## 電影

### 導演作品
- 飛翔情侶 （1980年）
- 水手服與機關槍 （1981年）
- ションベン・ライダー （1983年）
- 魚影の群れ （1983年）
- 愛情酒店 （1985年）
- 颱風俱樂部 （1985年）
- 雪の断章 -情熱- （1985年）
- 光る女 （1987年）
- 東京上空いらっしゃいませ （1990年）
- 搬家 （1993年）
- 夏の庭 The Friend （1994年）
- あ、春 （1998年）
- 風花 （2001年）

### 副導演作品
- 続・レスビアンの世界 −愛撫−（1975年、曽根中生監督）
- 女高生100人（秘）モーテル白書（1975年、曽根中生監督）[注 2]
- ホステス情報 潮ふき三姉妹（1975年、曽根中生監督）[注 3]
- キャンパス・エロチカ 熟れて開く（1976年、武田一成監督）[注 4]
- 青春の殺人者（1976年、長谷川和彦監督）[注 4]
- 草迷宮（1979年（フランス）、1983年（日本）、寺山修司監督）
- 太陽を盗んだ男（1979年、長谷川和彦監督）

## 外部連結
- 相米慎二 （页面存档备份，存于） - ムスタッシュ（著作権管理）
- 映画監督 相米慎二を語りつぐ会 （页面存档备份，存于）
- 相米慎二 ［Shinji Sohmai］ プロフィール （页面存档备份，存于） - アミューズソフト
- 日本電影數據庫（JMDb）上相米慎二的資料（日語）
- Shinji Sômai在互联网电影资料库（IMDb）上的資料（英文）

1. ↑  公演前に死去。
2. ↑  脚本も担当し、端役で出演。
3. ↑  杉田二郎名義。共同脚本も担当。
4. 1 2  杉田二郎名義。